# Limpatar
Limpatar (nep. लिम्पाटार) – gaun wikas samiti we wschodniej części Nepalu w strefie Sagarmatha w dystrykcie Udayapur. Według nepalskiego spisu powszechnego z 2001 roku liczył on 435 gospodarstw domowych i 2568 mieszkańców (1314 kobiet i 1254 mężczyzn).